# Malangwa
Malangwa (in nepalese मलंगवा) è una municipalità del Nepal, capoluogo del distretto di Sarlahi.